# Barrio la Viga
Barrio la Viga, även Cerro Loco, är en ort i Mexiko, tillhörande Naucalpan de Juárez kommun i delstaten Mexiko. Barrio la Viga ligger i den centrala delen av landet och tillhör Mexico Citys storstadsområde. Orten hade 807 invånare vid folkmätningen 2010. 2020 hade invånarantalet ökat till 1 288.